# 베누아 페드레티
베누아 페드레티(프랑스어: Benoît Pedretti, 1980년 11월 12일, 오댕쿠르 ~)는 미드필더로 뛰었던 프랑스의 전 축구 선수이다. 그는 딥 라잉 플레이메이커로, 넓게 패스하는 능력이 있는 것으로 알려져 있다.
그는 소쇼에서 프로 데뷔를 하여 1999년부터 2004년까지 그곳에서 활약하였다. 이후, 그는 마르세유에서 1년을 보냈다. 마르세유에서 짧은 시간을 보낸 그는 리옹으로 이적하였고, 이후 오세르로 이적하였다. 그 다음으로 머문 곳은 릴이었다. 그는 프랑스 국가대표팀 소속으로 22경기 출전하였다.

## 클럽 경력

### 소쇼
페드레티는 1999년, FC 소쇼 몽벨리아르의 유소년팀에서 데뷔하였고, 같은 해, 첫 프로 경기에 출전하였다. 첫 시즌, 소쇼는 시상대에 오르지 못하였으나, 그다음 시즌, 페드레티는 경험 부족에도 불구하고 요크 주장이 복귀할 때까지 팀의 주축 선수가 되어 팀의 모든 디비시옹 2 경기에 출전해 2000-01 시즌 우승을 도왔다. 그는 2002-03 시즌 주전 선수로 활약하며 35경기에 출전해 3골을 집어넣었다. 팀은 컵대회에서도 인상적인 활약을 펼쳐 쿠프 드 라 리그 결승전까지 올라갔으나, 모나코에게 1-4로 패하였다. 페드레티는 이듬해 소쇼의 UEFA컵 경기에 출전하였고, 모두의 예상을 뒤엎고 유럽 무대 진출을 이룩하였다. 그러나, 대회 본선에서 인상적인 활약을 펼치는데 실패하였다.

### 마르세유
2004년, 페드레티는 이후 마르세유로 이적하였으나, 주전 라인업에 드는데 어려움을 겪었다. 그는 클럽의 불안정적인 환경에 적응하지 못하였다. 결국, 다수의 선수가 이적하였고, 시즌 도중 조세 아니고 감독의 후임으로 필리프 트루시에가 들어왔다.

### 리옹
2005년, 그는 모든 대회를 통틀어 31경기에 출전한 후 1년만에 €7M으로 리옹에 이적하였다. 리옹으로의 이적은 계약에 명시된 챔피언스리그 진출 실패 시 떠날 수 있도록 계약된 것으로 인해 가능했었다. 페드레티는 또다시 클럽 경기에 자주 출전하지 못하였고, 당시 미드필더 자리를 놓고 격렬하게 경합했었다. 페드레티는 모든 대회를 통틀어 21경기에 출전하는데 그쳤고, 플로랑 말루다와 주니뉴 페르남부카누 등의 선수들에 밀려 대개 벤치를 지켰다. 페드레티는 프랑스 리그 우승을 다수 차지한 팀에서 안정적인 자리를 확보하는데 불가능했고, 대개 대체 대상으로 지목되었다. 그는 챔피언스리그 출전 기회도 잡았으나, 이 시즌에 리그 경기에만 21경기 출전하는 것으로 그쳤다.

### 오세르
페드레티는 이번에도 이적하였는데, 그의 목적지는 오세르로, 새로 시작하기 위해 2006년에 비공개 이적료로 이적하였다. 이 이적으로, 페드레티는 그가 원했던 주전으로의 출전 기회를 잡았고, 몇 년간 팀의 주전 미드필더로 자리잡았다. 그가 활약하던 당시 클럽은 UEFA 유로파리그와 챔피언스리그에 출전하였다.
2007-08 시즌, 그는 마르세유로 떠난 베누아 셰이루의 뒤를 이어 오세르의 주장이 되었다. 그는 계속해서 좋은 기량을 펼쳤고, 특히 쿠프 드 라 리그 8강전에서 친정팀 마르세유를 상대로 인저리 타임에 결승골을 득점하였다.
수 차례 부상을 당한 2010-11 시즌, 오세르의 주장은 몇 달간 부상으로 빠졌고, 20번의 리그 경기에 출전하였다.
페드레티는 5년간 170경기에 출전하였다. 그는 팀내에서 가장 영향력 있는 선수로, 국가대표팀 경기에 총 22번 출전하였다.

### 릴
2010-11 시즌 종료 후, 페드레티는 릴로의 이적 의사를 드러냈는데, 최근 리그 우승으로 이적하고 싶어하던 클럽이었다. 페드레티의 소원은 2011년 여름 이적시장 첫날 요안 카바예가 뉴캐슬 유나이티드로 옮김과 동시에, 비공개 이적료로 영입되면서 성사되었다. 페드레티는 "여기 [릴]은 좋은 클럽으로, 크고 흥미로운 도전이 기다리고 있습니다. 제 선택은 릴로 오는 것이었습니다." 라고 인터뷰하였다.

### 아작시오
2013년 8월 4일, 페드레티는 아작시오와 2년 계약을 맺었다. 페드레티는 아작시오 소속으로 치른 두번째 경기에서 18미터짜리 환상적인 득점을 올렸으나, 팀은 파리 생제르맹과의 8월 18일 경기에서 비겼다.

## 국가대표팀 경력
2002년 11월 20일, 페드레티는 프랑스 국가대표팀 데뷔전을 치렀는데, 그는 릴리앙 튀랑과 막판 교체되어 3-0으로 승리한 세르비아 몬테네그로전에 출전하였다. 그는 2003년 컨페더레이션스컵 우승을 차지하고 유로 2004 8강에서 나중에 우승을 차지한 그리스에게 0-1로 패한 프랑스 선수단의 일원이었다. 그는 프랑스 국가대표로 22경기 출전하였는데, 그가 출전한 마지막 국가대표팀 경기는 2-1로 승리한 헝가리전이었다.

## 사생활
페드레티는 기혼 상태로, 2005년 8월 29일, 외동딸 레나를 득녀하였다.

## 수상

### 클럽
소쇼
- 디비시옹 2: 2000-01
- 쿠프 드 라 리그: 2004

리옹
- 트로페 데 샹피옹: 2005
- 리그 1: 2005–06

### 국가대표팀
프랑스
- FIFA 컨페더레이션스컵: 2003